# Главохордови
Главохордовите (Cephalochordata, на старогръцки: κεφαλή „глава“ и на старогръцки: χορδή „струна“), наричани също Безчерепни (Acrania), са подтип безгръбначни хордови, характеризиращи се с наличието на нотохорда, която е налична през целия живот. Главохордовите са представени от 13 съвременните вида, сред които е и срещащия се и в Черно море ланцетник (известен също като Amphioxus). За разлика от опашнохордовите, при безчерепните хордата се простира от предния до задния край на тялото.
Главохордови са морски животни, сегментирани и притежаващи издължени тела с нотохорда, която се простира по дължина на тялото и пипалца, около устата за поемане на храната. Членовете на този тип са много малки и нямат никакви твърди части, което прави техните вкаменелости много трудни за откриване. Фосилизирани видове са били намерени в много стари скали, предхождащи появата на гръбначните животни. Установени са различни изкопаеми главохордови (Yunnanozoon) в Южен Китай. Те датират от началото на периода камбрий и са най-ранните известени фосили от цефалохордовите. Имат множество хрилни отвори и са разделнополови.
Към главохордовите се отнасят ланцетниците от родовете Branchiostoma и Asymmetron. При тях непосредствено над хордата е разположена нервната тръба. В предния и край се отбелязва малко задебеление, означавано понякога като мозъчно мехурче. Дългите 5 – 6 см животни са изключително дънни. Те лежат заровени в пясъчното дъно, като предния им край е открит. При нужда могат да извършват плавателни движения. Засмуканата през ротаторния орган вода в преддверието на устата минава през малък вътрешен устен отвор, а оттам във фаринкса, който притежава странични отвори. Водата преминава през устния отвор и излиза през отвор, разположен малко по-назад от средата на тялото.

## Хранене
Хранителните частички се улавят върху хрилни бразди, снабдени с реснички и фина слизеста мрежа. Тя се образува от долния улей на глътката, издига се нагоре, като попада в горния улей на фаринкса, оттук заедно с уловените хранителни частици се хлъзга постепенно в хранопровода. Там завършва т.нар. чернодробна торбичка, която отделя ензими върху размесената с ензими храна. Чрез ресничестия епител на средното черво храната се привежда във въртеливо движение и престоява там колкото е необходимо за смилането и. Хранителните остатъци се изхвърлят чрез ануса. Резорбираните хранителни вещества заедно с поетия кислород се разпределят по цялото тяло с помощта на затворена кръвоносна система.

## Кръвоносна система
Кръвния ток се поддържа от пулсация на малки луковички (bulbilli), разположени в хрилните дъги. Ланцетниците за разлика от останалите хордови нямат централно сърце.

## Еволюция
Безчерепните показват близки отношения с хордовите, но връзката им с гръбначните в никакъв случай не са така тесни, че да могат да се разглеждат като техни непосредствени предшественици. Те притежават напр. съвсем примитивни светлочувствителни пигментни образувания, разположени вътре по дължината на цялата нервна тръба. Те нямат нищо общо с очите у гръбначните животни. Живеещите днес могат да се разглеждат до известна степен като модел, как приблизително са изглеждали животните, от които преди половин милиард години се е осъществил преходът към най-просто устроените гръбначни животни.